# فالنتين بوزماكوف
فالنتين بوزماكوف (بالروسية: Бузмаков, Валентин Игоревич)‏ مواليد 17 أبريل 1985 في أستراخان، هو لاعب كرة يد روسي يلعب كظهير أيسر. مثل منتخب روسيا لكرة اليد.

## سجل المنافسة
شارك في البطولات التالية:
- بطولة أوروبا لكرة اليد للرجال 2016